# Административно-территориальное деление Устюженского района
Устюженский район — административно-территориальная единица в Вологодской области Российской Федерации. В рамках организации местного самоуправления ему соответствует одноимённое муниципальное образование Устюженский муниципальный район.
Административный центр — город Устюжна.

## Административно-территориальные единицы
Устюженский район в рамках административно-территориального устройства, включает 15 административно-территориальных единиц: 1 город районного значения (Устюжна), 13 сельсоветов и 1 поссовет (имени Желябова, бывший  до 2000 года посёлком городского типа):
| №  | Сельсовет / поссовет | Соответствующее муниципальное образование |
| -- | -------------------- | ----------------------------------------- |
| 1  | Дубровский           | СП Никольское МО                          |
| 2  | Залесский            | СП Залесское МО                           |
| 3  | Лентьевский          | Желябовское СП, СП Лентьевское МО         |
| 4  | Мезженский           | СП Мезженское МО                          |
| 5  | Мерёжский            | СП Лентьевское МО                         |
| 6  | Моденский            | Желябовское СП, СП Лентьевское МО         |
| 7  | Никифоровский        | СП МО Никифоровское                       |
| 8  | Никольский           | СП Никольское МО                          |
| 9  | Перский              | СП Устюженское МО                         |
| 10 | Подольский           | СП МО Никифоровское                       |
| 11 | Сошневский           | Желябовское СП                            |
| 12 | Устюженский          | СП Устюженское МО                         |
| 13 | Хрипелевский         | СП Залесское МО                           |
| 14 | имени Желябова       | Желябовское СП                            |

## Муниципальные образования

Муниципальные образования с 2015 г.

Устюженский муниципальный район в рамках организации местного самоуправления включает 8 муниципальных образований нижнего уровня, в том числе 1 городское и 7 сельских поселений
| Муниципальное образование        | Административный центр | Административно-территориальные единицы (состав по структуре ОКАТО)                                        |
| -------------------------------- | ---------------------- | --- |
| город Устюжна                    | Устюжна                | Устюжна |
| Желябовское сельское поселение   | имени Желябова         | посёлок имени Желябова, Сошневский сельсовет, частично Моденский сельсовет; частично Лентьевский сельсовет |
| Залесское сельское поселение     | Малое Восное           | Залесский, Хрипелевский сельсоветы                                                                         |
| Лентьевское сельское поселение   | Лентьево               | Мерёжский сельсовет, частично Лентьевский сельсовет; частично Моденский сельсовет                          |
| Мезженское сельское поселение    | Долоцкое               | Мезженский сельсовет                                                                                       |
| Никифоровское сельское поселение | Даниловское            | Никифоровский, Подольский сельсоветы                                                                       |
| Никольское сельское поселение    | Никола                 | Дубровский, Никольский сельсоветы                                                                          |
| Устюженское сельское поселение   | Устюжна                | Перский, Устюженский сельсоветы                                                                            |

### История муниципального устройства

Муниципальные образования в 2007—2009 гг.

Изначально к 1 января 2006 года на территории муниципального района было образовано 15 муниципальных образований: 2 городских поселения и 13 сельских поселений.
| Муниципальное образование        | Административный центр | Административно-территориальные единицы (состав по структуре ОКАТО) |
| -------------------------------- | ---------------------- | ------------------------------------------------------------------- |
| город Устюжна                    | Устюжна                | город Устюжна                                                       |
| посёлок имени Желябова           | имени Желябова         | рабочий посёлок имени Желябова                                      |
| Дубровское сельское поселение    | Расторопово            | Дубровский сельсовет                                                |
| Залесское сельское поселение     | Малое Восное           | Залесский сельсовет                                                 |
| Лентьевское сельское поселение   | Лентьево               | Лентьевский сельсовет                                               |
| Мезженское сельское поселение    | Долоцкое               | Мезженский сельсовет                                                |
| Мерёжское сельское поселение     | Мерёжа                 | Мерёжский сельсовет                                                 |
| Моденское сельское поселение     | Модно                  | Моденский сельсовет                                                 |
| Никифоровское сельское поселение | Веницы                 | Никифоровский сельсовет                                             |
| Никольское сельское поселение    | Никола                 | Никольский сельсовет                                                |
| Перское сельское поселение       | Яковлевское            | Перский сельсовет                                                   |
| Подольское сельское поселение    | Мелечино               | Подольский сельсовет                                                |
| Сошневское сельское поселение    | Соболево               | Сошневский сельсовет                                                |
| Устюженское сельское поселение   | Устюжна                | Устюженский сельсовет                                               |
| Хрипелевское сельское поселение  | Степачево              | Хрипелевский сельсовет                                              |

Муниципальные образования в 2009—2015 гг.

Законом Вологодской области от 26 февраля 2006 года городское поселение посёлок имени Желябова было преобразовано в сельское поселение.
Законом Вологодской области от 11 января 2007 года был изменён состав сельских поселений: деревни Александрово-Марьино, Лычно, Оснополье, Селище, Чирец переданы из Лентьевского сельского поселения в посёлок имени Желябова, а деревни Ванское, Глины, Зимник, Попчиха, посёлки Колоколец, Староречье переданы из Моденского сельского поселения в Лентьевское.
Законом Вологодской области от 14 ноября 2007 года часть земель комплексного ландшафтного государственного природного заказника «Ванская Лука» площадью 594 га передана из Моденского сельского поселения в Лентьевское.
Законом Вологодской области от 9 апреле 2009 года были упразднены и объединены сельские поселения: Мерёжское (включено в Лентьевское); Дубровское (в Никольское); Подольское (в Никифоровское с центром в посёлке Даниловское); Перское (в Устюженское); Хрипилевское (в Залесское с центром в деревне Малое Восное).
| Муниципальное образование        | Административный центр | Административно-территориальные единицы (состав по структуре ОКАТО)               |
| -------------------------------- | ---------------------- | --------------------------------------------------------------------------------- |
| город Устюжна                    | Устюжна                | Устюжна                                                                           |
| Залесское сельское поселение     | Малое Восное           | Залесский, Хрипелевский сельсоветы                                                |
| Лентьевское сельское поселение   | Лентьево               | Мерёжский сельсовет, частично Лентьевский сельсовет, частично Моденский сельсовет |
| Мезженское сельское поселение    | Долоцкое               | Мезженский сельсовет                                                              |
| Моденское сельское поселение     | Модно                  | частично Моденский сельсовет                                                      |
| Никифоровское сельское поселение | Даниловское            | Никифоровский, Подольский сельсоветы                                              |
| Никольское сельское поселение    | Никола                 | Дубровский, Никольский сельсоветы                                                 |
| Сошневское сельское поселение    | Соболево               | Сошневский сельсовет                                                              |
| Устюженское сельское поселение   | Устюжна                | Перский, Устюженский сельсоветы                                                   |
| посёлок имени Желябова           | имени Желябова         | посёлок имени Желябова, частично Лентьевский сельсовет                            |

Законом Вологодской области от 1 июня 2015 года были упразднены сельские поселения Моденское, Сошневское и посёлок имени Желябова и объединены в сельское поселение Желябовское с административным центром в посёлке имени Желябова.